# Maladies de la vigne

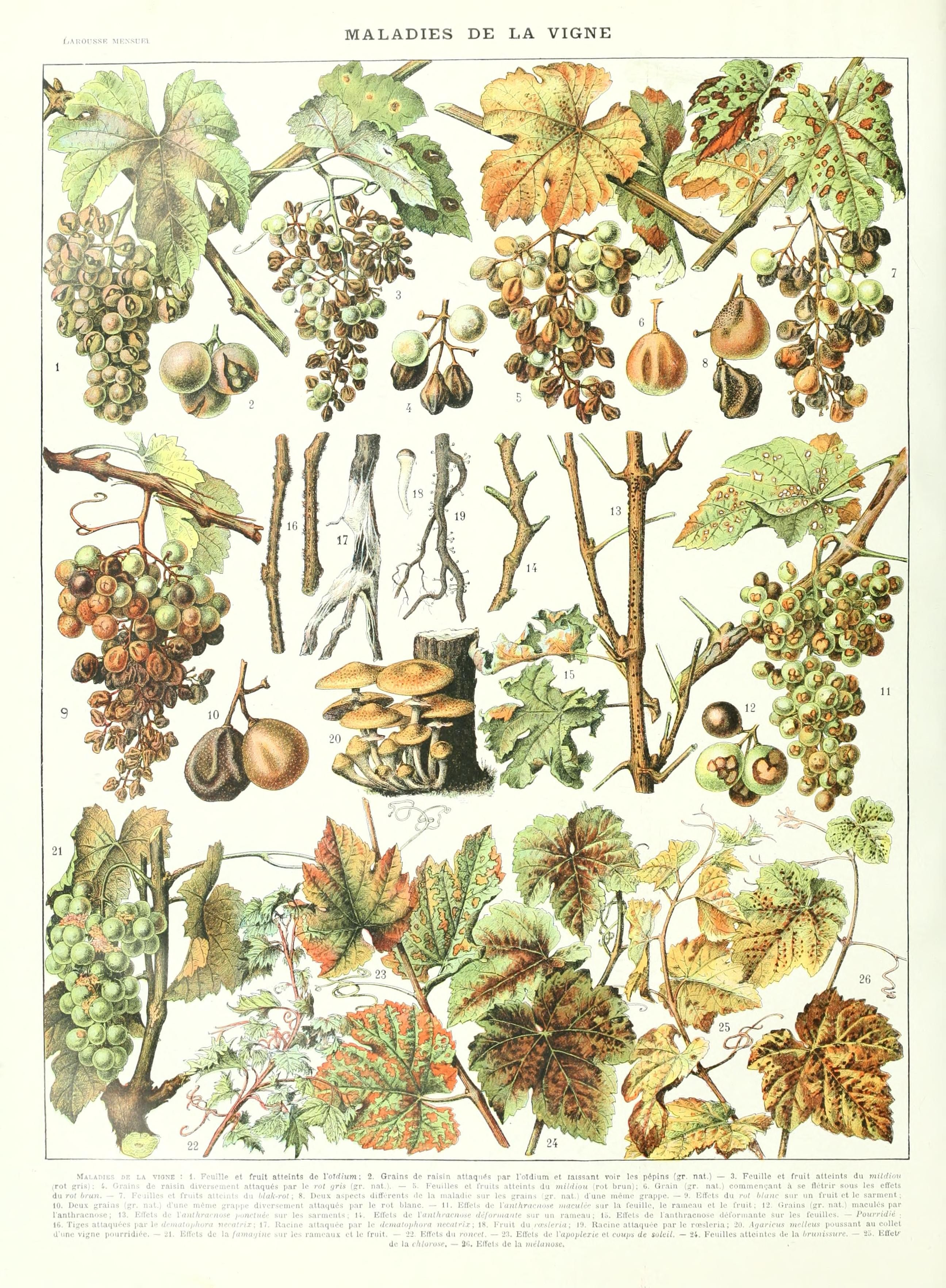
Maladies de la vigne - Planche du Larousse mensuel illustré(1907-1920).

Cet article présente une liste des maladies de la vigne (Vitis spp.) (liste non exhaustive).

## Maladies bactériennes

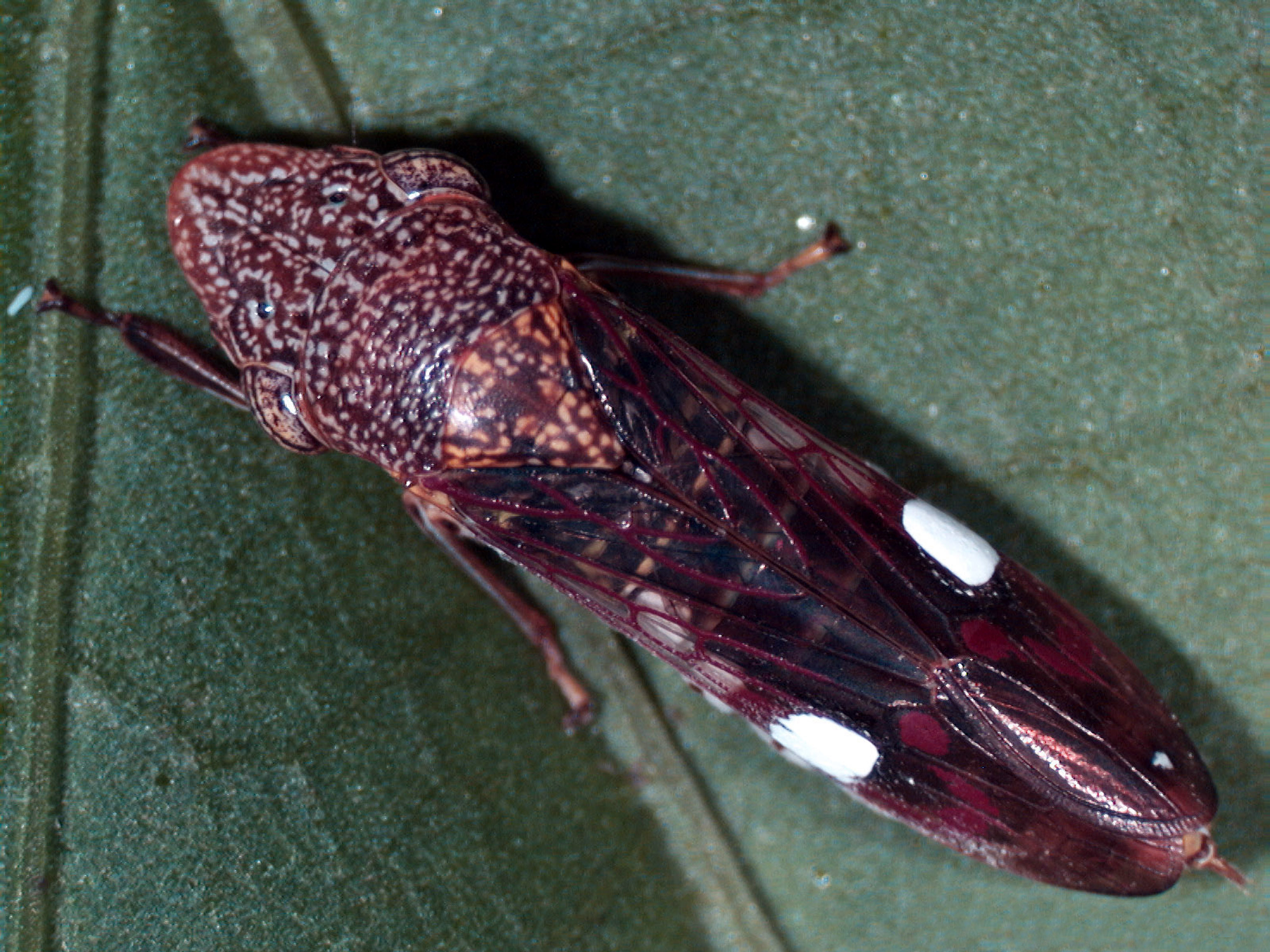
cicadelle pisseuse (Homalodisca vitripennis), principal vecteur de la maladie de Pierce.

- nécrose bactérienne de la vigne, Xylophilus ampelinus = Xanthomonas ampelina ;
- galle du collet, Agrobacterium tumefaciens ;
- maladie de Pierce de la vigne, Xylella fastidiosa.

## Maladies fongiques

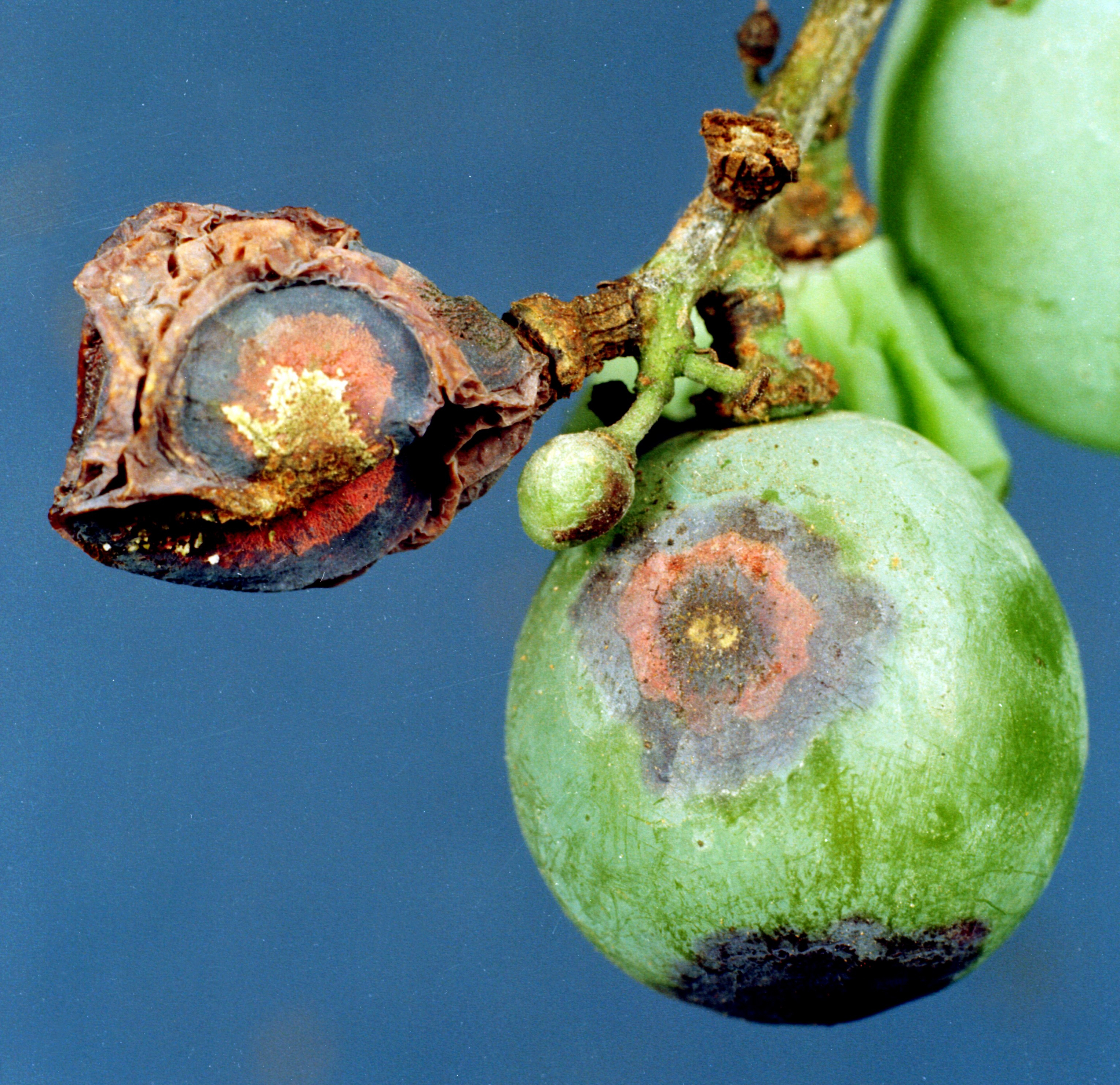
Symptômes d'anthracnose.

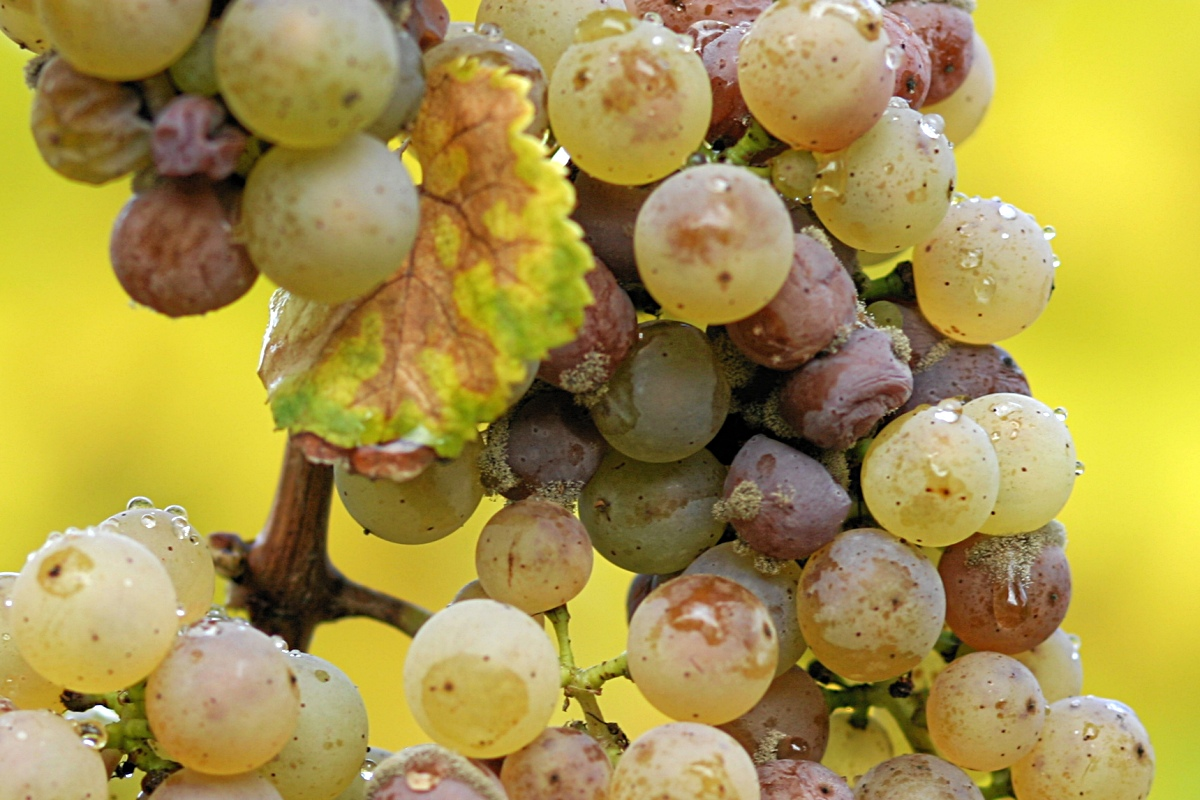
Botrytis ou pourriture noble.

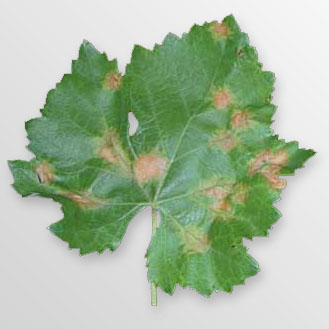
Effet du mildiou sur feuille de vigne.

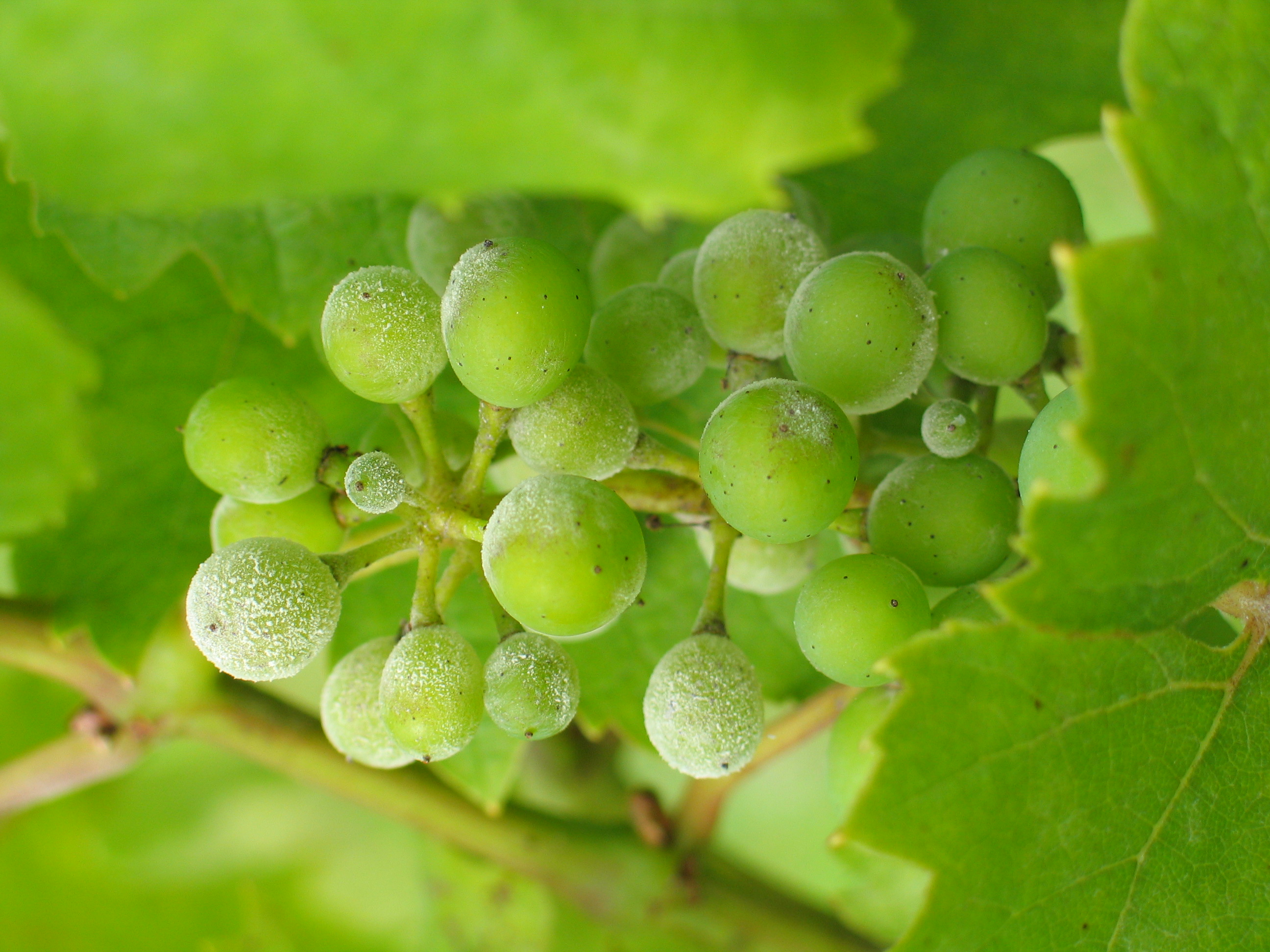
Oïdium sur grappe.

- alternariose, Alternaria alternata ;
- anthracnose, Elsinoe ampelina ou Sphaceloma ampelinum [anamorphe] ;
- moisissures à Aspergillus (Aspergillus niger) ;
- black-rot de la vigne, Guignardia bidwellii ou Phyllosticta ampelicida  [anamorphe] ;
- excoriose (Phomopsis viticola) ;
- mildiou de la vigne (Plasmopara viticola) ;
- oïdium de la vigne (Uncinula necator) ;
- pourridié de la vigne, Armillaria mellea ou Rhizomorpha subcorticalis [anamorphe] ;
- pourriture grise, pourriture noble (Botrytis cinerea) ;
- rougeot parasitaire de la vigne (Pseudopezicula tracheiphila) ;
- Maladies du bois de la vigne :
  - esca,
  - eutypiose(Eutypa lata),
  - black-dead-arm.

## Maladies dues aux nématodes
- nématodes des racines des agrumes, Tylenchulus semipenetrans ;
- Xiphinema spp., Xiphinema americanum, Xiphinema index ;
- nématodes des lésions des racines, Pratylenchus spp., Pratylenchus vulnus ;
- nématodes aciculaires, Longidorus spp. ;
- nématodes réniformes, Rotylenchulus spp. ;
- nématode annelé, Criconemella xenoplax ;
- nématodes à galles des racines, Meloidogyne arenaria, Meloidogyne hapla, Meloidogyne incognita, Meloidogyne javanica ;
- nématodes spiralés, Helicotylenchus spp. ;
- Paratrichodorus christiei ;
- Paratylenchus hamatus ;
- nanisme, Tylenchorhynchus spp.

## Maladies à phytoplasmes
- Bois noir, phytoplasme (parasite se développant dans la sève)[1] ;
- Flavescence dorée, classée dans les maladies à phytoplasmes[1] réputée transmise par un vecteur insecte (cicadelle : Scaphoideus titanus) ;
- Jaunisse de la vigne, nom générique des phytoplasmoses de la vigne[1],[2].

## Maladies à virus et viroïdes
- virus de la mosaïque de l'arabette, ArMV (Arabis mosaic virus) ;
- virus latent italien de l'artichaut, AILV (Artichoke italian latent virus) ;
- mosaïque étoilée, simili-virus indéterminé ;
- virus de la mosaïque de Bratislava, BMV (Bratislava mosaic virus) ;
- virus du flétrissement de la fève, BBWV (Broad bean wilt virus) ;
- virus de la mosaïque de la luzerne, AMV (Alfalfa mosaic virus) ;
- virus A de la vigne, GVA (Grapevine virus A) ;
- écorce liégeuse, virus B de la vigne, GVB (Grapevine virus B) ;
- énation, simili-virus indéterminé ;
- virus du court noué de la vigne (dégénerescence infectieuse), GFLV (Grapevine fanleaf virus) ;
- virus de la marbrure de la vigne, GFkV (Grapevine fleck virus) ;
- virus latent bulgare de la vigne, GBLV (Grapevine bulgarian latent virus) ;
- virus de la mosaïque jaune-chrome de la vigne, GCMV, (Grapevine chrome mosaic virus) ;
- virus associé de l'enroulement de la vigne, GLRaV (Grapevine leafroll-associated virus), regroupant neuf virus du genre Ampelovirus, un du genre Closterovirus et un proche du genre Crinivirus ;
- virus de la mosaïque en rosette du pêcher, PRMV (Peach rosette mosaic virus) ;
- virus de la mosaïque étoilée du pétunia, PAMV (Petunia asteroid mosaic virus) ;
- virus des taches en anneaux du framboisier, RRV (Raspberry ringspot virus) ;
- Complexe du bois strié de la vigne, ensemble de maladies associées à plusieurs virus du genre Vitivirus ;
- nécrose des sarments de la vigne, simili-virus indéterminé ;
- virus de la mosaïque du chénopode, SMV (Sowbane mosaic virus) ;
- virus latent des taches annulaires du fraisier, SLRV (Strawberry latent ringspot virus) ;
- virus de la mosaïque du tabac, TMV (Tobacco mosaic virus) ;
- virus A de la nécrose du tabac, TNV-A (Tobacco necrosis virus A) ;
- virus des taches en anneaux du tabac, TRSV (Tobacco ringspot virus) ;
- virus des taches en anneau noir de la tomate, TBRV (Tomato black ring virus) ;
- virus des anneaux noirs de la tomate, TBSV (Tomato ringspot virus) ;
- mosaïque des nervures de la vigne, simili-virus indéterminé ;
- moucheture jaune de la vigne, viroïde, GYSVd (Grapevine yellow speckle viroid).

## Autres maladies et désordres physiologiques

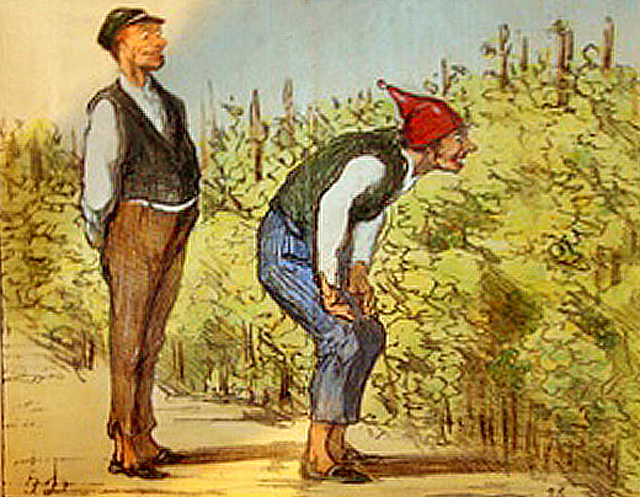
Émotion champêtre, par Honoré Daumier
« Faut que je regardions comment qu'murit le raisin : y' longtemps que j'avions point vu ça ! »

- pourrissement des baies, levures ;
- chlorose, carence en fer ;
- fasciation, désordre génétique ;
- syndrome des feuilles petites, carence en zinc ;
- mouchetures d'oxydation, ozone.